# Maestro del Juicio Final

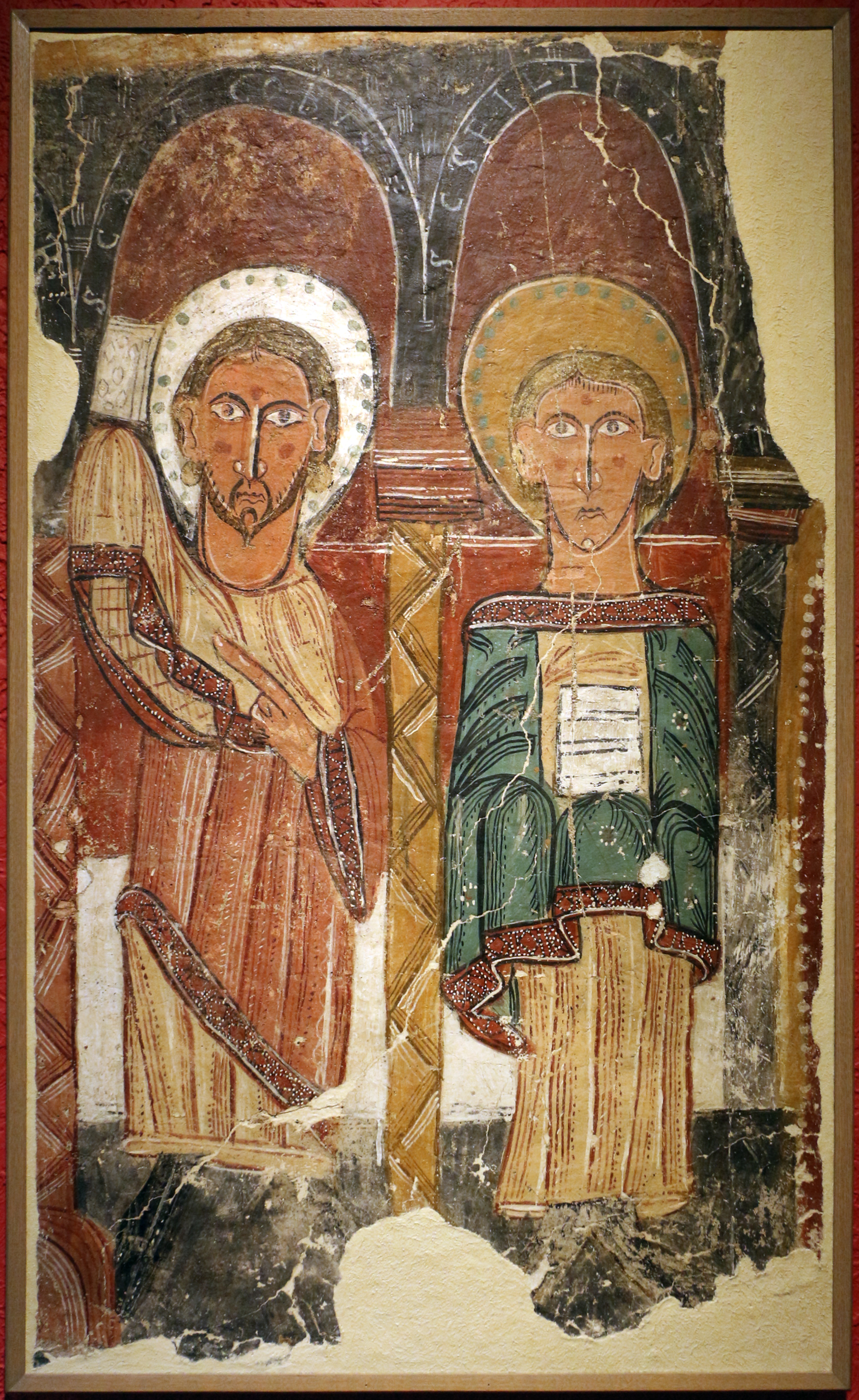
Santos Santiago el Menor y Felipe; Toledo Museum of Art (Toledo, Ohio).

El Maestro del Juicio Final es uno de los pintores románicos itinerantes, así llamados porque su obra se reconoce en iglesias distantes, en Cataluña (España). De estilo arcaizante, basa su obra en las miniaturas catalanas del siglo XI. Tiene un estilo propio y no parece relacionado con la forma de trabajar italo-bizantina. Se ignora su nombre real, habiéndosele asignado el de Maestro del Juicio Final por alusión a las pinturas clave de las naves de la iglesia de Santa María de Taüll y de los ábsides laterales de la de San Clemente de Taüll. Utiliza la gama cromática de blanco, negro y tierra. Su dibujo mejor conservado es el de David triunfando sobre Goliat.
Este pintor trabajó también en la iglesia de Surp (en el valle del Noguera Pallaresa) y en Susín, en el norte de la provincia de Huesca, perteneciente al obispado de Jaca. Estas pinturas se guardan en el museo de Jaca.